# Östliches Spessartviertel

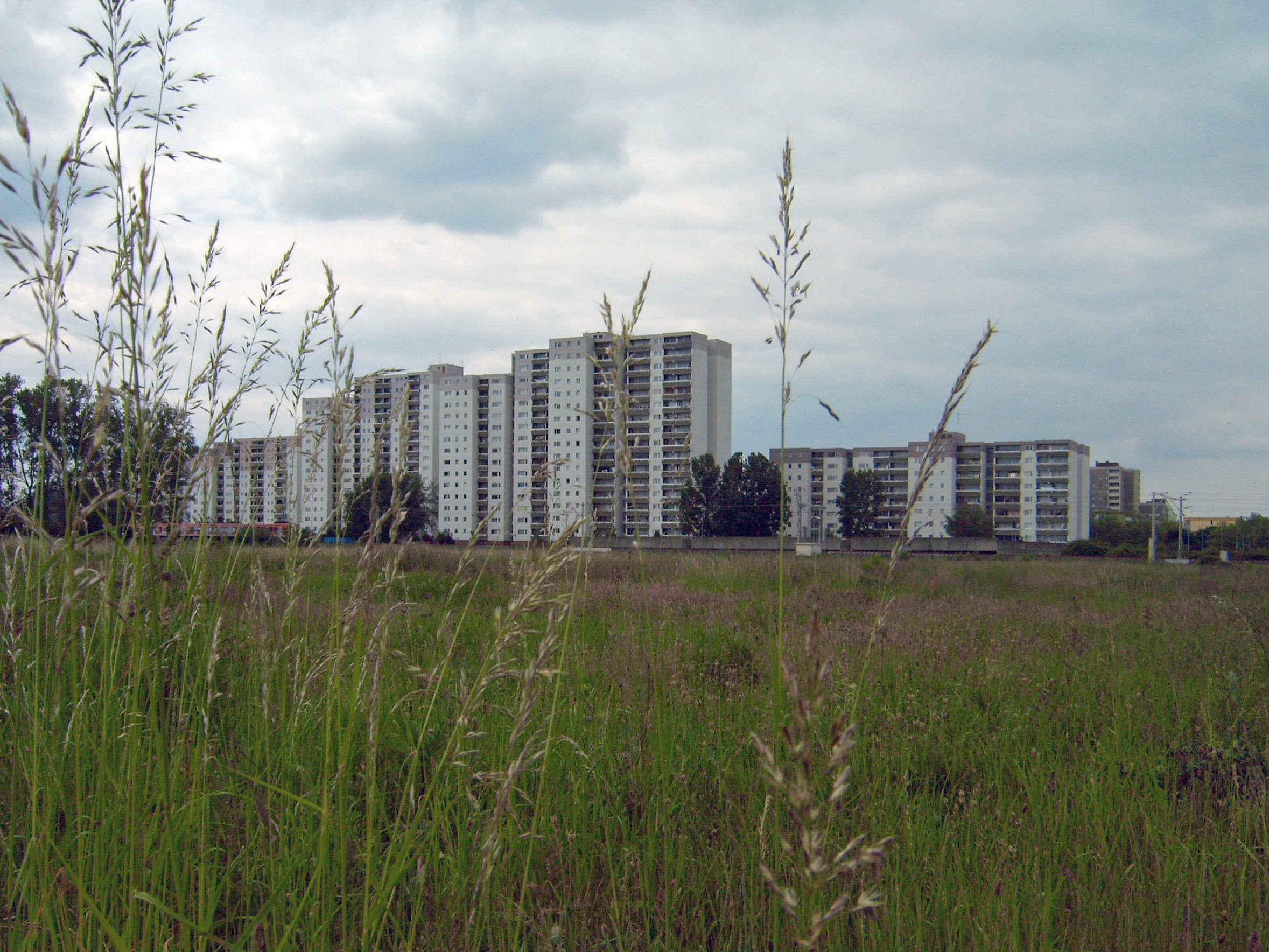
Spessartviertel von Osten

Das Östliche Spessartviertel ist ein Stadtquartier in Dietzenbach. Unter dem Namen, für den es besser bekannt ist „Starkenburgring“ entwickelte es sich in den 1980er Jahren zum sozialen Brennpunkt. In den Häusern der Großwohnsiedlung leben 3280 Menschen. Mit über 1000 Kindern und Jugendlichen handelt es sich dabei um einen überdurchschnittlich jungen Stadtteil. Die Bewohner gehören innerhalb der Sozialstruktur mehrheitlich der Unterschicht an. Rund 95 % der Bewohner haben einen Migrationshintergrund von 80 Nationen.

## Wohnanlage
Das Östliche Spessartviertel hat rund zehn Hektar Grundfläche und besteht aus fünf Hochhäusern, in denen nahezu 10 % der Einwohner Dietzenbachs leben. Die fünf Häuser bilden zusammen eine Wohnungseigentümergemeinschaft. Jedes Haus hat eine eigene Anschrift: Wertheimer Weg 2–4, Marktheidenfelder Weg 2–4, Rohrbrunner Weg 2–4, Mespelbrunner Weg 2–4 und Lohrer Weg 2–4. Es sind insgesamt 1019 Wohnungen, die sich in zwei Häuser mit 17, zwei mit 12 und einem mit 9 Obergeschossen befinden. Die hohe Bevölkerungsdichte von ca. 100 Einwohnern pro Hektar (WE/ha) ist durch die Hochbauweise begründet. In der Wohnanlage befinden sich keine Gewerbeflächen. Die zumeist im Privateigentum befindlichen 1- bis 4-Zimmer-Wohnungen zwischen 35 und 90 Quadratmetern werden von Eigentümern und Mietern zu Wohnzwecken genutzt.
Die Wohnungsgesellschaft Dietzenbach mbH, deren Anteile zu 66 % von der Stadt Dietzenbach und zu 34 % von der Nassauischen Heimstätte gehalten werden, ist allein Eigentümerin von ca. 90 Wohnungen.

## Geschichte

### Entwicklung bis in die 1980er Jahre
1965 legte die Gesellschaft für Regionale Raumordnung im engeren Untermaingebiet einen zunächst unverbindlichen Regionalentwicklungsplan vor, der einen Siedlungsschwerpunkt in Dietzenbach vorsah. Zwei Jahre später wurde von der Regionalen Planungsgemeinschaft Untermain eine verbindliche Regionalplanung erlassen, die von einem jährlichen Bevölkerungszuwachs von 30.000 Menschen im Rhein-Main-Gebiet ausging, die im Umland siedeln sollten. Südlich von Frankfurt am Main wurden Dreieichenhain, Dietzenbach und die Stadt Rodgau zu Siedlungsschwerpunkten erklärt.
Bauherr in Dietzenbach  war eine private Wohnungsbaugesellschaft, die die Wohnungen unter dem Namen Rosenpark vermarktete. Der Grundstückserwerb dieser Gesellschaft und die Umstände der Erteilung der Baugenehmigung wurden später Gegenstand einer Untersuchung der Gemeinde, die jedoch ohne Ergebnisse eingestellt wurde.
In den 1960er Jahren entstand eine Vielzahl an Neubauten, und die Zahl der Anwohner stieg von rund 6000 im Jahre 1961 bis auf rund 23.000 im Jahre 1976. Von 1970 bis 1974 wurde der größte Neubaukomplex errichtet, die Hochhäuser Hausnummern 90 bis 106 im Starkenburgring. Diese Anlage entstand in einer Zeit, wo für Dietzenbach auf Grund seiner Lage im Wachstumsgebiet Rhein-Main mit Bevölkerungsprognosen von bis zu 70.000 Einwohner erstellt wurden. Heute verfügt Dietzenbach über die Hälfte der Einwohner.
Der Bau galt als stadtplanerisch völlig verfehlt. So war für die 6000 Bewohner keinerlei Infrastruktur vorgesehen worden; es bestanden keine Grünanlagen, Sozialeinrichtungen, Treffpunkte, Geschäfte oder Restaurants.

„In der Monotonie gestapelten Betons erschöpft sich die Unwirtlichkeit des Quartiers noch nicht. Die Planer und Erbauer haben bis in die letzte Konsequenz dafür gesorgt, dass niemanden auch nur der Anflug des Gedankens streifen kann, im Starkenburgring länger zu bleiben, als unumgänglich ist.“

Nach der Fertigstellung zeigte sich, dass neben den allgemeinen Problemen der Wirtschafts- und Ölkrise in Deutschland weniger private Investoren gefunden werden konnten, als auch die Bevölkerungsprognosen verfehlt waren. Die Belegung der Wohnungen erwies sich deshalb als schwierig, so dass durch günstige Lockangebote vor allem finanziell schwache Bewohner angezogen wurden und das Ziel einer ausgewogenen Mieterschaft nicht erreicht wurde. Viele Wohnungen konnten nicht vermietet werden, so dass es zu erheblichem Leerstand kam. Entsprechend reduzierte sich das Engagement der damals noch 700 Eigentümer, die hier hauptsächlich aus Renditezwecken investiert hatten, und die Anlage blieb weitgehend sich selbst überlassen. So entwickelte sich in den folgenden Jahren ein hoch problematischer sozialer Brennpunkt. Diese gravierenden stadtplanerischen Mängel bewogen die Stadt, einen städtebaulichen Wettbewerb auszuschreiben, der 1976 stattfand. Das Vorgehen fand als Dietzenbacher Modell breite Rezeption in der städteplanerischen Literatur. Der Wettbewerb richtete sich an Stadtplaner und Architekten, aber auch an Studenten entsprechender Fachrichtungen. Die Jury umfasste Fachpreisrichter wie den Münchener Stadtplaner Gert Albers und den Kassel Sozioökonomen Lucius Burckhardt sowie Sachpreisrichter wie Bürgermeister Hermann Kocks, Planungsverbandsdirektor Reinhard Sander und Landrat Walter Schmitt. Daneben waren die Fraktionen des Stadtparlaments als Kommunalpolitischer Beirat eingebunden. Als Preisgeld waren 60.000 DM (in heutiger Kaufkraft 92.155 €) ausgelobt.
Das zu beplanende Gebiet umfasste nicht die Wohnblocks selbst, sondern das sie umgebende Gelände. Der Starkenburgring bildete die südliche Begrenzungslinie des Planungsgebietes. Im neuen Planungsgebiet sollten ebenfalls etwa 6000 Menschen leben. Daneben sollten aber Gewerbeflächen für 2500 bis 3000 Arbeitsplätze eingeplant werden. Die etwa 138 Hektar Fläche sollten nur 85 Hektar Baufläche enthalten. 18 % der Fläche waren für öffentliche Grünflächen reserviert, davon 7,5 Hektar für den Stadtpark (den heutigen Hessentagspark). Handel, sonstige Dienste und Unterhaltungsangebote sollten einerseits zentral (das heutige Rathauscenter) aber auch dezentral in den einzelnen Wohngebieten entstehen.
Mehr als 250 Planungsentwürfe wurden für den Wettbewerb eingereicht. In vier Bürgerversammlungen (Sommer 1975, 2. November 1976, 16. Dezember 1976 und 2. November 1977) wurden die Ergebnisse diskutiert. Die Jury gliederte die Arbeiten in Gruppen ähnlicher Entwürfe und beschloss eine breite Streuung der Preise. Mit den Kommunalwahlen in Hessen 1977 veränderten sich die Mehrheitsverhältnisse in der Stadt. Die neue Mehrheitsfraktion CDU beschloss die Umsetzung der Vorlage F 181. Auf dieser Basis wurden die Einreicher, J. und E Rump, Bad Soden mit der Erarbeitung eines Rahmenplans beauftragt.
Insbesondere in den 1980er Jahren war das Thema Kriminalität am Starkenburgring vielfach Thema der öffentlichen Berichterstattung. Aber auch in den 1990er Jahren, nachdem die Sanierungsaktivitäten begonnen hatten, blieb das Spessartviertel nach Beobachtung der Polizei ein krimineller Brennpunkt. Ein Pressesprecher der Polizei wies 1998 allerdings darauf hin, dass sich die Sicherheitslage rund um den früheren Starkenburgring inzwischen verbessert habe. Durch permanente Präsenz hätten die Beamten dort „Zeichen gesetzt“; im Übrigen sei die Mehrheit der Bewohner durchaus bereit, bei der Verbrechensbekämpfung mitzuhelfen.

### Abriss oder Sanierung?
1997 schloss die Stadt einen Rahmenvertrag über „koordinierendes Quartiersmanagement“ mit der Nassauischen Heimstätte Gesellschaft für innovative Projekte im Wohnungsbau mbH (NHGIP) ab. Ziel war es, den „sozialen Brennpunkt“ des „Spessartviertels“ zu sanieren. Gleichzeitig wurden aber auch Stimmen laut, die Hochhäuser abzureißen. Unterstützung fanden die Abrisspläne bei der FWG, die erklärte, „es gebe kein einziges Beispiel in Deutschland, dass eine derartige Wohnanlage erfolgreich saniert worden sei“. Zur Unterstützung der Abrisspläne bildete sich im November 1997 die „Initiative Besser Leben und Wohnen“.
Mit einer Mehrheit von CDU und SPD entschied der Magistrat 1998 die Sanierung gemeinsam mit der NHGIP fortzusetzen; Manager für diese Sanierung wurde der frühere hessische Innenminister Horst Winterstein (SPD). Das Sanierungsprojekt wurde in das Bundesprogramm Soziale Stadt aufgenommen. Das Sanierungskonzept sah unter anderem vor, die Eingangszonen der Häuser freundlicher zu gestalten, Concierge- und Hausmeisterdienste vorzusehen und ein videogesteuertes Sicherheitssystem zu installieren. Das Parkdeck sollte durch einen Marktplatz und ein Bürgerzentrum ersetzt werden. Die Stadt übernahm das Dauernutzungsrecht für die Außenanlagen und sollte so in die Lage versetzt werden, das Areal aufzuwerten. Die Kosten für die Maßnahmen sollten sich auf etwa 6,2 Millionen DM belaufen, von denen die Eigentümer 2,8 Millionen DM aufbringen mussten. Die Stadt trug Kosten von knapp 1,2 Millionen DM, der Rest – etwa 2,2 Millionen DM – entfiel auf das Land Hessen.

### Konzept ab Ende der 1990er Jahre
Seit 2009 gibt es im Spessartviertel ein innovatives Quartiersmarketingkonzept unter dem Label „S/4“. Das Konzept fasst das Quartier mit seiner besonderen Bewohnerstruktur als Potential auf und will es mit Hilfe seiner Bewohner zukunftsfähig machen. Dazu ist eine Online-Quartiersplattform nach dem Vorbild eines virtuellen sozialen Netzwerkes aufgebaut worden, die den Bewohnern zum Austausch und zur Organisation dient. Ziel ist es, virtuell entstandene Gruppen und Beziehungen in den Alltag im Quartier zu integrieren.
Die Sanierung gilt als Erfolg: So halbierte sich bis 2012 in diesem Wohnviertel die Kriminalität.

### Umbenennung von Starkenburgring in Spessartviertel

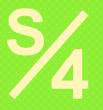
Logo des Quartiersmarketings

Früher hatten alle Hochhäuser des Viertels die Anschrift Starkenburgring. Aufgrund des negativen Images und der daraus resultierenden Diskriminierung der Bewohner wurde 1993 in der Stadtverordnetenversammlung der Beschluss getroffen, allen Straßen und Wegen dieses Viertels neue Namen zu vergeben. Da die Namen größtenteils Städtenamen aus dem Spessart beinhalten, hat sich der Name Spessartviertel für dieses Viertel etabliert. Da sich der Brennpunkt im Osten des Viertels befindet, wurde die Bezeichnung östliches Spessartviertel übernommen.

## Öffentlichkeit
In der Öffentlichkeit taucht das Östliche Spessartviertel immer wieder auf.

### Presse und Fernsehen
In der lokalen Presse gibt es häufiger Berichte über die Problematik mit den Hausverwaltungen. Keine Hausverwaltung hat es bisher geschafft, sich längerfristig zu behaupten. Im Gegenteil: Es kam immer wieder zu Klagen, Wahlfälschungen oder sogar zu Handgreiflichkeiten während der Eigentümerversammlungen. Auch der Versuch der Kreisstadt Dietzenbach eine eigene Hausverwaltung aufzustellen ist gescheitert.
Einen negativen Höhepunkt gab es im Sommer 2005. Nach Ausschreitungen gegen Polizisten und Feuerwehrleute sind 26 Strafverfahren wegen besonders schweren Landfriedensbruchs, Sachbeschädigung und Brandstiftung eingeleitet worden.
Beim Film Für meine Kinder tu’ ich alles wurden Szenen auf dem Parkdeck, dem Hauseingang und im Flur der Hochhäuser im östlichen Spessartviertel aufgenommen.
Am 29. Mai 2020 kam es zu einem bundesweit beachteten Angriff auf Polizisten und Rettungskräfte. Etwa 50 Männer steckten mehrere Mülltonnen und einen Bagger an. Die herbeigerufene Polizei und Feuerwehr wurde von den Randalierern mit Steinewürfen empfangen. Die Täter hatten zu diesem Zweck zuvor Steinelager angelegt. Ein Großeinsatz von 35 Feuerwehrleuten und 50 Polizisten konnte das Feuer unter Kontrolle bringen und drei Tatverdächtige festnehmen. Es entstand ein Schaden von mindestens 150.000 €.

### Projekt Nachbarschafts-TV
Die Ursprungsidee wurde von Bewohnern des östlichen Spessartviertels entwickelt. Es war daran gedacht, mit Hilfe des Mediums „Fernsehen“ Informationen über die duale Müllentsorgung mehrsprachig direkt in die Wohnzimmer zu senden. Nachbarschafts-TV war bei seiner Entstehung 1996 ein gemeinsames Pilotprojekt des Umlandverbandes und der Stadt Dietzenbach. Der Sender wurde in das Kabelnetz der Wohnanlage eingespeist.
Nachbarschafts-TV setzte auf eine Verbesserung der Einfluss- und Handlungschancen für die Bewohnerschaft. Es bezog sich auf einen Teilaspekt wohngebietsbezogener Integration – der Versorgung mit Informationen und der Herstellung von Kommunikation als Voraussetzungen für Kooperation und Partizipation. Im Jahre 1996 gab eine Reportage über das Nachbarschafts-TV im ZDF.
Das Projekt wurde Ende 2002 eingestellt. Einige ältere Sendungen sind in YouTube abrufbar.

### Kunstprojekt 365Spessartviertel

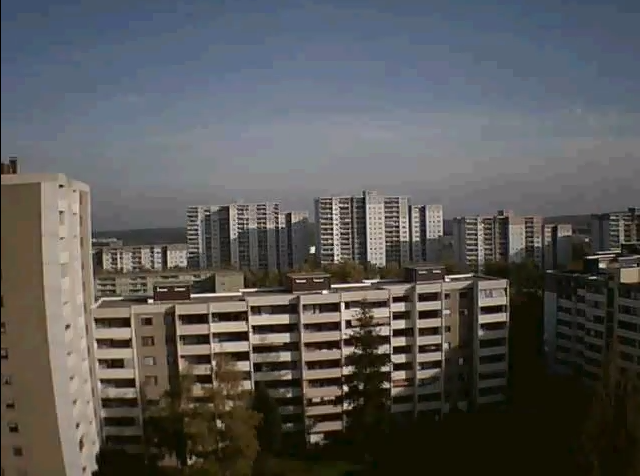
Ein Blick auf das östliche Spessartviertel (im Hintergrund)

Bei diesem Kunstprojekt von Cengiz Hendek wurde ein Timelapse-Video erstellt, welches den Zeitraum Juni 2011 bis Mai 2012 umfasst. Die Kamera war dabei auf das östliche Spessartviertel in Dietzenbach ausgerichtet und ungefähr jede Minute wurde ein Bild geschossen. Das Video dauert ca. 11,5 Stunden und ist auf YouTube zu sehen.
Dem Videomaterial kann zum Beispiel der Verlauf der Jahreszeiten entnommen werden, aber auch einzelne Ereignisse wie Neujahr oder der Fastenmonat Ramadan.